# Crush (본 조비의 음반)
《Crush》는 2000년 5월 29일, 아일랜드 레코드에 의해 발매된 미국의 록 밴드 본 조비의 일곱 번째 스튜디오 음반이다. 이 음반은 밴드의 스튜디오 음반 사이에 가장 긴 시간 간격을 두고 있으며, 《These Days》 (1995년)의 발매와 이 음반 사이에 5년이다. 프로듀서 브루스 페어번과 팀을 이루려는 초기 계획이 1년 전에 그의 죽음 때문에 무산된 후, 존 본 조비와 리치 샘보라는 루크 에빈을 고용하여 그들의 사운드를 약간의 루프와 인상적인 준비로 업데이트했다.
긴 휴식에도 불구하고, 이 음반은 이전 음반들만큼 성공적이었고 이 밴드를 새로운 세대의 팬들에게 소개하는데 도움을 주었다. 이 음반은 오스트레일리아와 영국에서 각각 6번째와 5번째 연속 넘버원 음반이 되었으며, 미국 음반 산업 협회가 미국에서 더블 플래티넘을 인증하였다. 이번 음반의 성공은 보컬과 함께 듀오나 그룹의 그래미 어워드 최우수 록 퍼포먼스상 후보에 오른 리드 싱글 〈It's My Life〉가 큰 영향을 미쳤고, 음반 자체는 베스트 록 음반 후보에 올랐기 때문이다. 《Crush》는 그래미 어워드 후보에 오른 최초의 본 조비 음반이다.

## 배경
5년간의 공백 끝에 존 본 조비와 리치 샘보라는 솔로 음반을 발표했다. 1999년, 존 본 조비는 세 번째 솔로 음반을 발매할 계획이었으나 1999년 여름에 이 밴드는 새 음반 작업을 시작했다. 그것의 작업 제목은 《Sex Sells》이다. 이 타이틀을 사용하는 포스터들은 〈Real Life〉의 비디오에서 뉴욕 안팎에서 그 밴드의 가장 최근 싱글을 보여준다. 또 다른 작업 타이틀은 《One Wild Night》이었다. 후작은 이듬해 라이브 캄펄레이션을 위해 부활했다.
프로듀서 밥 록과 브루스 페어번과의 팀을 이루려는 초기 계획은 페어번의 죽음으로 무산되었다. 오디션 과정이 마련되었지만, 그 밴드는 인터뷰한 프로듀서들에 의해 관심이 없었다. 결국 본 조비는 A&R 임원 존 칼로드너에게 유망한 프로듀서를 알고 있느냐고 물었고, 그는 루크 에빈을 추천했다. 그는 뉴저지에 있는 본 조비의 홈 스튜디오로 데려왔고, 프로그래밍과 현악기, 배경 보컬 편곡 등을 추가하기 위해 보컬과 어쿠스틱 기타만으로 데모를 했다. 돌아오는 길에 에빈을 고용했다. 그 선택은 본조비가 그들의 소리를 약간 울린 루프와 인상적인 배열로 갱신할 수 있게 해주었기 때문에 우연한 일이었다.

## 발매 및 평가
| 전문가 평가          | 전문가 평가 |
| 평가 점수            | 평가 점수   |
| 출처                 | 점수        |
| -------------------- | ----------- |
| AllMusic             | [ 5 ]       |
| Entertainment Weekly | B           |
| Rolling Stone        | [ 4 ]       |

《Crush》는 2000년 7월 1일, 빌보드 200에서 7만 3,000장으로 데뷔한 마지막 세트인 《These Days》 (1995년)와 대조적으로 11만 5,000장이 팔리며 9위에 1주일 동안 머물다가 29위로 추락해 51주를 차트에서 보냈다. 그것은 미국 음반 산업 협회에 의해 2배의 플래티넘을 인증받았으며, 이는 미국 내 200만 개의 선적을 의미한다. 닐슨 사운드스캔에 따르면 2009년 3월, 현재 이 음반은 미국에서 207만 1,000장이 팔렸다고 한다. 《Crush》는 2000년 6월 10일 영국 1위로 데뷔하여 밴드의 5연속 영국 1위 음반이 되었고, 1주일 동안 차트 1위에 머물다가 4위로 떨어졌으며, 39주 동안 차트에 머물렀다. 2000년 9월 1일, 영국 축음기 협회에서 30만 장 출하 시 플래티넘 인증을 받았다. 이 음반은 또한 7주 동안 유럽 100대 음반 차트 1위를 차지했고, 톱 10에서 15주를 보냈으며 국제 음반 산업 협회 유럽으로부터 이중 플래티넘 인증을 받았다. 이 음반은 2000년 유럽 연말 음반 차트에서 6위, 2000년 전 세계 연말 음반 차트에서 7위를 기록했다. 뮤직 비디오도 수록된 첫 싱글 〈It's My Life〉는 2000년 전 세계에서 가장 많이 팔린 싱글 3위였으며, 4주 동안 유럽 싱글 차트에서 1위를 차지했다. 〈Say It Isn't So〉와 〈Thank You for Loving Me〉도 뮤직비디오가 수록된 음반의 싱글로 발매되었다.
《Crush》는 대부분 비평가들로부터 호평을 받았다. 이 음반은 그래미 어워드 후보에 오른 최초의 본 조비 음반이었다. 올뮤직 리뷰에서 스티브 휴이는 《Crush》가 "대부분이 예상하는 것보다 훨씬 나은 견고하게 조작된 주류 록 음반"이라는 의견을 피력했다. 《롤링 스톤》은 이 음반에 5개 중 3개의 별을 부여하며 〈It's My Life〉를 "리치 샘보라의 보이스박스 기타로 심장을 관통하는 브리트니 트랙"이라고 표현했다. 《엔터테인먼트 위클리》 측은 B학점을 주면서 "저지 로커들이 많이 성숙하지 못했다면, 거의 문제가 되지 않는다. 《Crush》는 모든 사악한 발라드와 교외 팝 동화에도 불구하고 고전적인 본 조비이다. 그리고 그건 모순이 아니다."고 말했다.

## 곡 목록
| #   | 제목                                           | 작사·작곡                                 | 재생 시간 |
| --- | ---------------------------------------------- | ----------------------------------------- | --------- |
| 1.  | 〈It's My Life〉                               | 존 본 조비, 리치 샘보라, 맥스 마틴        | 3:44      |
| 2.  | 〈Say It Isn't So〉                            | 본 조비, 빌리 팔콘                        | 3:33      |
| 3.  | 〈Thank You for Loving Me〉                    | 본 조비, 스티브 맥, 웨인 헥터             | 5:09      |
| 4.  | 〈Two Story Town〉                             | 본 조비, 샘보라, 딘 그레이컬, 마크 허드슨 | 5:10      |
| 5.  | 〈Next 100 Years〉                             | 본 조비, 샘보라                           | 6:19      |
| 6.  | 〈Just Older〉                                 | 본 조비, 팔콘                             | 4:29      |
| 7.  | 〈Mystery Train〉                              | 본 조비, 팔콘                             | 5:14      |
| 8.  | 〈Save the World〉                             | 본 조비                                   | 5:31      |
| 9.  | 〈Captain Crash & The Beauty Queen from Mars〉 | 본 조비, 샘보라                           | 4:31      |
| 10. | 〈She's a Mystery〉                            | 본 조비, 피터 스튜어트, 그렉 웰스         | 5:18      |
| 11. | 〈I Got the Girl〉                             | 본 조비                                   | 4:36      |
| 12. | 〈One Wild Night〉                             | 본 조비, 샘보라                           | 4:18      |

## 차트
| 차트 (2000년)                        | 순위 |
| ------------------------------------ | ---- |
| 아르헨티나 앨범 (CAPIF)              | 3    |
| 오스트레일리아 앨범 (ARIA)           | 1    |
| 오스트리아 앨범 (Ö3 오스트리아)      | 1    |
| 벨기에 앨범 (울트라탑 플랑드르)      | 1    |
| 벨기에 앨범 (울트라탑 왈로니아)      | 4    |
| 캐나디안 앨범 (빌보드)               | 4    |
| 덴마크 앨범 (히트리스트)             | 3    |
| 네덜란드 앨범 (메하하르츠)           | 1    |
| European Albums (Music & Media)      | 1    |
| 핀란드 앨범 (수오멘 비랄리넨 리스타) | 1    |
| 프랑스 앨범 (SNEP)                   | 6    |
| 독일 앨범 (Offizielle 탑 100)        | 1    |
| Hungarian Albums Chart               | 3    |
| Irish Albums Chart                   | 3    |
| 이탈리아 앨범 (FIMI)                 | 1    |
| Japanese Albums Chart                | 2    |
| 뉴질랜드 앨범 (레코디드 뮤직 NZ)     | 23   |
| 노르웨이 앨범 (VG-리스타)            | 4    |
| Portuguese Albums Chart              | 3    |
| Spanish Albums (PROMUSICAE)          | 2    |
| 스웨덴 앨범 (스베리예토프리스탄)     | 2    |
| 스위스 앨범 (슈바이처 히트파라데)    | 1    |
| 영국 음반 (OCC)                      | 1    |
| 미국 빌보드 200                      | 9    |

| 차트 (2000년)                      | 순위 |
| ---------------------------------- | ---- |
| Australian Albums (ARIA)           | 27   |
| Austrian Albums (Ö3 Austria)       | 3    |
| Belgian Albums (Ultratop Flanders) | 6    |
| Belgian Albums (Ultratop Wallonia) | 31   |
| Danish Albums (Hitlisten)          | 56   |
| Dutch Albums (Album Top 100)       | 15   |
| European Albums (Music & Media)    | 6    |
| German Albums (Offizielle Top 100) | 2    |
| Italian Albums (FIMI)              | 18   |
| Japanese Albums (Oricon)           | 36   |
| Spanish Albums (AFYVE)             | 26   |
| Swedish Albums (Sverigetopplistan) | 48   |
| Swiss Albums (Schweizer Hitparade) | 2    |
| UK Albums (OCC)                    | 38   |
| US Billboard 200                   | 83   |

## 인증
| 국가                                                  | 인증        | 판매량/출하량 |
| ----------------------------------------------------- | ----------- | ------------- |
| 아르헨티나 (CAPIF)                                    | 플래티넘    | 60,000^       |
| 오스트레일리아 (ARIA)                                 | 플래티넘    | 70,000^       |
| 오스트리아 (IFPI 오스트리아)                          | 플래티넘    | 50,000*       |
| 벨기에 (BEA)                                          | 플래티넘    | 50,000*       |
| 브라질 (Pro-Música Brasil)                            | 골드        | 100,000*      |
| 캐나다 (뮤직 캐나다)                                  | 2× 플래티넘 | 200,000^      |
| 체코                                                  | 골드        |               |
| 덴마크 (IFPI Danmark)                                 | 골드        | 25,000^       |
| 핀란드 (Musiikkituottajat)                            | 플래티넘    | 62,506        |
| 프랑스 (SNEP)                                         | 골드        | 100,000*      |
| 독일 (BVMI)                                           | 5× 골드     | 750,000^      |
| 인도                                                  | 플래티넘    |               |
| 인도네시아                                            | 3× 플래티넘 |               |
| 헝가리 (MAHASZ)                                       | 골드        |               |
| 아일랜드 (IRMA)                                       | 2× 플래티넘 | 30,000^       |
| 이탈리아 (FIMI)                                       | 2× 플래티넘 | 200,000*      |
| 일본 (RIAJ)                                           | 3× 플래티넘 | 673,000       |
| 말레이시아                                            | 플래티넘    |               |
| 멕시코 (AMPROFON)                                     | 플래티넘    | 150,000^      |
| 네덜란드 (NVPI)                                       | 2× 플래티넘 | 160,000^      |
| 노르웨이 (IFPI 노르웨이)                              | 골드        | 25,000*       |
| 필리핀 (PARI)                                         | 골드        | 20,000*       |
| 폴란드 (ZPAV)                                         | 골드        | 50,000*       |
| 포르투갈 (AFP)                                        | 골드        | 20,000^       |
| 싱가포르 (RIAS)                                       | 플래티넘    | 15,000*       |
| 남아프리카 공화국 (RISA)                              | 플래티넘    | 50,000*       |
| 대한민국 (KMCA)                                       | 2× 플래티넘 | 500,000^      |
| 스페인 (PROMUSICAE)                                   | 2× 플래티넘 | 200,000^      |
| 스웨덴 (GLF)                                          | 골드        | 40,000^       |
| 스위스 (IFPI 스위스)                                  | 3× 플래티넘 | 150,000^      |
| 타이완 (RIT)                                          | 2× 플래티넘 |               |
| 타이                                                  | 플래티넘    |               |
| 튀르키예                                              | 플래티넘    |               |
| 영국 (BPI)                                            | 플래티넘    | 300,000^      |
| 미국 (RIAA)                                           | 2× 플래티넘 | 2,071,000     |
| 우루과이 (CUD)                                        | 골드        | 3,000         |
| 베네수엘라                                            | 골드        |               |
| 요약                                                  |             |               |
| 유럽 (IFPI)                                           | 2× 플래티넘 | 2,000,000*    |
| *판매량을 기반으로 한 인증 ^출하량을 기반으로 한 인증 |             |               |